# Anacamptis duquesnei
Anacamptis duquesnei là một loài thực vật có hoa trong họ Lan. Loài này được (Rchb.f.) ined. mô tả khoa học đầu tiên.